# Cyclosorus shimenensis
Cyclosorus shimenensis är en kärrbräkenväxtart som beskrevs av Shing och C.M.Zhang. Cyclosorus shimenensis ingår i släktet Cyclosorus och familjen Thelypteridaceae. Inga underarter finns listade.